# Tribunus militum consulari potestate
De tribuni militum consulari potestate (d.i."krijgstribunen met consulair gezag") waren in een vroege periode van de Romeinse Republiek (tussen 444 en 367 v.Chr.) buitengewone hoge magistraten die konden worden aangesteld als staatshoofden in de plaats van consules.
Toen de tribunus plebis Gaius Canuleius in 445 v.Chr. een rogatio indiende dat het consulaat niet zou worden beperkt tot één orde, bereikte de sociale strijd tussen patriciërs en plebejers een nieuw hoogtepunt. Het patriciaat meende een oplossing gevonden te hebben om het consulaat voor plebejers minder aantrekkelijk te maken. Men laste de mogelijkheid in om in bepaalde omstandigheden, in plaats van reglementaire consuls te kiezen, een college van bijzondere krijgstribunen (variërend van drie tot acht) te creëren waarvan plebejers deel konden uitmaken. Er werd ook bepaald dat deze tribuni geen triomftocht mochten houden, en na het neerleggen van hun functie ook niet de titel van consularis (= oud-consul) mochten voeren. Het hoogste aantal tribuni (acht) werd bereikt in 403 v.Chr. tijdens de oorlog tegen Veii.
Tot aan het aanvaarden van de Leges Liciniae Sextiae, waardoor minstens een van de twee consuls plebejer moest zijn, in 367 v.Chr. werd ongeveer vijftigmaal een dergelijk college samengesteld.